# Sankt Gallenplanen

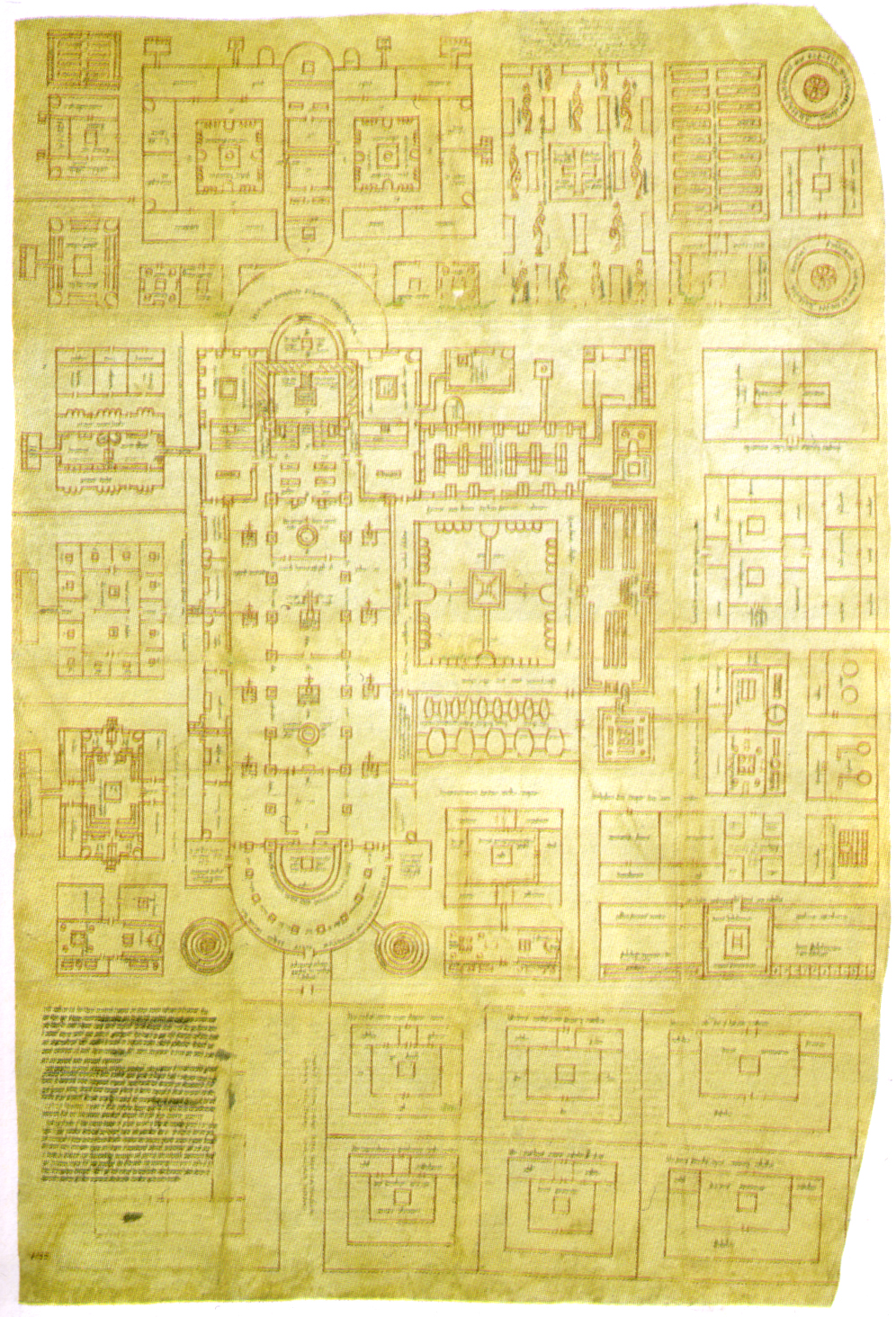
Sankt Gallenplanen från 800-talet.

Sankt Gallenplanen är en berömd medeltida arkitektritning av ett kloster daterad till första delen av 800-talet. Den finns bevarad i stiftsbiblioteket vid klostret i Sankt Gallen (Stiftsbibliothek Sankt Gallen), Schweiz. Den är där registrerad under numret Ms 1092. Planen är den enda kvarvarande stora arkitektoniska ritningen från den ungefär 700-åriga perioden mellan Romarrikets fall och 1200-talet. Den anses vara en schweizisk nationalskatt och är fortfarande föremål för intensivt intresse bland moderna forskare, arkitekter, konstnärer och tecknare för sin unika karaktär, sin skönhet, och de insikter den ger i medeltida kultur. 

## Översikt
Planen visar ett benediktinerkloster med kyrkor, hus, stall, kök, verkstäder, bryggeri, sjukhus, och till och med ett särskilt hus för åderlåtning. Planen som aldrig kom till utförande har fått sitt namn efter det berömda medeltida klosterbiblioteket i Sankt Gallens kloster, där planen förvaras än i dag. Den ritades i ett scriptorium på Reichenau under 820-talet och tillägnades abboten Gozbert (816–836) av Sankt Gallen. 
Planen är ritad på fem pergament som var ihopsydda. Ritningen mäter 113 cm x 78 cm och är utförd med röda bläcklinjer för byggnader, och med brunt bläck för bokstäverna. Den är ritad i skala 1:192, vilket motsvarar förhållandet 1/16-tum till en fot. På baksidan skrevs under 1100-talet, efter att planen hade vikts ihop till en bok, texten till Sankt Martins lif av Sulpicius Severus. Cirka 350 delvis rimmade tillägg i handskrift av två olika skriftlärda beskriver funktionen hos byggnaderna. Dedikationen till abbot Gozbert är skriven i marginalen. 
Eftersom planen inte beskriver något byggnadsverk som faktiskt har uppförts, ifrågasätts nästan alla aspekter av planen av moderna forskare. Debatten fortsätter på områden såsom vilket mätsystem som användes, om skalan är enhetlig för hela ritningen eller varieras för olika delar, om ritningen är en kopia från en förlorad prototyp eller ett original, om det reflekterade en enda persons idéer, eller de som fanns i det monastiska rådet. 
Trots att det fortfarande saknas kunskap, har man fått veta mycket om medeltida liv från ritningen. Avsaknaden av värme i matsalen, till exempel, kan inte ha varit ett förbiseende utan menat att motverka alltför stor glädje vid måltiderna. Det har också noterats att i utrymmena för de 120–150 munkarna, deras gäster och besökare, är antalet toaletter högre än vad moderna hygienkrav skulle föreskriva.

## Dedikationen
Ritningen dedicerades till Gozbert (Gozbertus), abbot i Sankt Gallen 816–36. Texten lyder:
| ”                                      | Till dig, min sötaste son Gozbertus, har jag ritat detta kortfattat kommenterade exemplar av ritningen över uppställningen av klosterbyggnaderna, som du kan utöva din uppfinningsrikedom på och inse min hängivenhet, varigenom jag hoppas du inte tycker jag varit för långsam för att tillgodose era önskemål. Tro inte att jag har åtagit mig denna uppgift och trott att ni står i behov av vår undervisning, utan det är snarare av Guds kärlek och i vänlig iver av broderskap som jag har ritat detta för att du ensam skall kunna nogsamt granska detta. Farväl i Kristus, som alltid tänker på oss, amen. | „ |
| – Horn,Plan of St Gall, vol. 3, s. 16. | |   |

På latin lyder texten:
| ”                                                                                        | Haec tibi dulcissime fili cozb(er)te de posicione officinarum paucis examplata direxi, quibus sollertiam exerceas tuam, meamq(ue) devotione(m) utcumq(ue) cognoscas, qua tuae bonae voluntari satisfacere me segnem non inveniri confido. Ne suspiceris autem me haic ideo elaborasse, quod vos putemus n(ost)ris indigere magisteriis, sed potius ob amore(m) dei tibi soli p(er) scrutinanda pinxisse amicabili fr(ater)nitatis intuitu crede. Vale in Chr(ist)o semp(er) memor n(ost)ri ame(n). | „ |
| – Charles McClendon, The Origins of Medieval Architecture (London, 2005), p. 232, n. 51. | |   |

## Klosterplanen
Det övergripande utseendet på klostret är en stadsliknande form av fristående hus som skiljs åt genom gator. Planen är tydligt ritad enligt benediktinermunkarnas regler, som förespråkade att ett kloster skulle omfatta all verksamhet, ekonomisk,  religiös och social, som är viktig för det dagliga livet. Ett klostret bör också omfatta en kvarn, ett bageri och ett stall, allt innanför inhägnaden,  så att munkarna inte behöver lämna klostret så ofta.
Den allmänna dispositionen av klostret kan beskrivas så här: Kyrkan med sitt kloster i söder utgör den centrala delen av en kvadratisk yta med en sida av 130 meter. Kyrkan utgör kärnan, som ett centrum för gemenskapens religiösa liv. Bredvid kyrkan ligger byggnader som hör till klosterlivet och munkarnas liv, såsom ett (refektorium för att äta, en sovsal för att vila, en gemensam sal för social gemenskap och ett kapell för att be). Byggnaderna är ordnade i grupper, som i alla större kloster.
Byggnaderna för de centrala delarna av klosterlivet är placerade runt en innergård och en klosterträdgård, som är omgiven av ett täckt galleri för att medge förflyttningar mellan byggnaderna samtidigt som det ger skydd från väder eller sol. 
En klinik för sjuka munkar, doktorns hus och medicinalträdgården ligger i öster. I samma grupp byggnader som sjukhuset hittar man skolan för noviserna. 
Utanför klostrets väggar ligger skolan med lärarens hus placerat vid muren mittemot kyrkan, och i närheten av abbotens hus som på så sätt kan ha ett ständigt öga på dem. 
Byggnaderna för besökare till klostret är indelade i tre grupper: en för mottagandet av viktiga besökare, en för munkar som besöker klostret, och en för fattiga resande och pilgrimer. Den första och den tredje ligger på vardera sidan av den gemensamma ingången till klostret. Det är viktigt att gästrummen för besökare ligger mot norra väggen i kyrkan, inte långt från abbotens hus. Rummen för de fattiga ligger på den södra sidan, i närheten av byggnaderna på gården. De besökande munkarna inryms i ett hus som är byggt mot kyrkans norra vägg. 
Gruppen byggnader som svarar för klostrets materiella behov ligger söder och väster om kyrkan, och dessa byggnader är tydligt åtskilda från klosterbyggnaderna. Man kommer till kök och arbetsrum genom en passage som ligger i den västra delen av matsalen. Dessa delar är anslutna till bageri och bryggeri, och placerade ännu längre bort. I södra och västra flyglarna inryms verkstäder, stall och olika jordbruksbyggnader. 
Alla byggnader, utom kyrkan, är ritade för att byggas i trä. Komplexet består av 33 separata block.
| Sankt Gallenplanen | Klosterkyrkan A. Högaltaret B. Altaret i Saint-Paul C. Altaret i Saint-Pierre D. Skepp E. Paradis FF. Torn Klostrets byggnader G. Kloster H. Chauffoir, med sovsal ovan I. Necessarium J. Abbéns hus K. Matsal (refektorat) L. Kök M. Bageri och bryggeri N. Cave O. Salong P1. Scriptorium och bibliotek P2. Sakristia Q. Novisernas hus--1.kapell ; 2. matsal ; 3. chauffoir ; 4. sovsal ; 5. mästarens rum ; 6. rum. R. Sjukhus--1--6 se ovan "Novisernas hus" S. Doktorns hus T. Medicinalträdgård U. Åderlåtningshus V. Skola W. Lärarens hus X1X1. Hotell för inbjudna ordensbröder X2X2. Gästrum för de fattiga Y. Hotell för munkar på besök | Arbetszon Z. Fabriken a. Tröskning b. Verkstad c, c. Kvarnar d. Four du potier e. Écurie f. Étable g. Gethus h. Svinstia i. Bergerie k, k. Sovsalar (arbetare och tjänare) l. Trädgårdsmästarens hus m,m. Hönshus n. Uppfödning av fjäderfä o. Trädgård q. Bageri för mässan s, s, s. Kök t, t, t. Bad |